# Mamiya RZ67

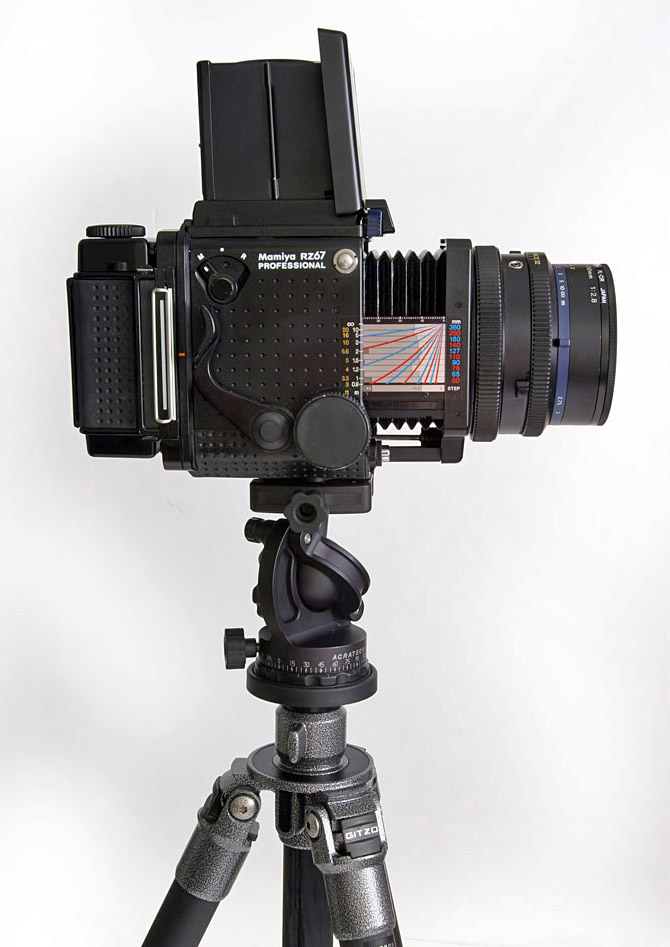
Mamiya RZ67 auf einem Stativ

Die Mamiya RZ67 ist ein Nachfolger der einäugigen Spiegelreflexkamera Mamiya RB67 des japanischen Herstellers Mamiya von 1970. Die Kamera verwendet Filme des Typ 120 oder 220 und belichtet typischerweise im Format 6 × 7 cm, wie in der Modellbezeichnung „67“ ausgedrückt. Rückteile für 6 × 6 cm und 6 × 4,5 cm waren ebenfalls erhältlicht, ebenso wie für spezielle Polaroidfilme. Die Nachfolgekamera der RZ67 konnte auch mit einem digitalen Rückteil verwendet werden. Durch die Qualität der Aufnahmen, ihre Vielseitigkeit und einfache Handhabung kam sie in der Werbe-, Industrie-, Porträt- und Landschaftsfotografie zum Einsatz.
Die Mamiya RZ67 ist eine Baukasten-Kamera. Das Herzstück ist der Kamerabody, dazu kommen verschiedene Objektive mit Zentralverschluss, Sucher und Kamerarückteile.

## Allgemeine technische Beschreibung
Die Mamiya RZ67 ist eine einäugige Spiegelreflexkamera mit Zentralverschluss für den Filmtyp Rollfilm 120 (mit 10 Aufnahmen) oder Rollfilm 220 (mit 20 Aufnahmen). Die Filme sind in einer Kassette befestigt – das tatsächlich nutzbare Aufnahmeformat dieser Filme beträgt 56,0 × 69,5 mm. Für Polaroid, 6 × 6 und 6 × 4,5 sind zusätzliche Kassetten verfügbar.
Die Standardobjektive sind das Mamiya Sekor Z 1:3,5/90mm, Mamiya Sekor Z 1.2,8/110mm und Mamiya Sekor Z1:3,8/127mm. Die Objektivfassung besteht aus einem Bajonett mit Klemmring inklusive einer Sicherheitsverriegelung und 12 elektrischen Kontakten.
Die Kamera besitzt einen elektronisch gesteuerten Zentralverschluss von 8s bis 1/400 s sowie B (Bulb) und T (Time). Die mechanische Verschlusszeit beträgt 1/400 s und ist auch ohne Batterie realisierbar. Die Mamiya verfügt über eine schaltbare Auslösesperre. Der Lichtschachtsucher kann mit einer Hand auf- und zugeklappt werden – die einschwenkbare Sucherlupe (für den Ausgleich von Fehlsichtigkeit) gibt es in verschiedenen Stärken. Das Sucherbild zeigt 95 % des Aufnahmeformats. Im Sucher leuchtet eine orange Warnlampe, wenn der Schnellschalthebel nicht oder unvollständig betätigt wurde. Eine rote Warnlampe zeigt den nicht entfernten Schieber des Filmmagazins an.
Beim Verwenden des AE Prismensuchers FE701 ist eine Belichtungsautomatik nutzbar. Es stehen dann drei Belichtungsmess-Modi zur Verfügung: Average (AV), Spot (SP) und Auto-Shift (AUTO A-S). Bei Auto-Shift wird abhängig von der Lichtsituation automatisch zwischen AV und S gewählt. Auch kann der Prismensucher im sogenannten Zero-Mode betrieben werden: dann wird die gemessene Belichtung angezeigt (Lichtwaage), die Zeit muss aber manuell eingestellt werden. Außerdem verfügt der Prismensucher FE701 auch über AE Lock (AEL) und eine Belichtungskorrekturfunktion von ±3EV. Der Prismensucher verfügt nicht über eine einstellbare Dioptrienkorrektur. Dafür müssen separat erhältliche Korrekturlinsen eingesetzt werden (+3, +2, +1, −0,5, −1, −2, −3, −4). Außerdem war die einstellbare Sucherlupe FD701 mit einer 2,4-fachen Vergrößerung erhältlich, die an den Prismensucher angebracht werden konnte. Über rote, orange und grüne LED's werden auf der rechten Seite im Prismensucher die korrekte Belichtung angezeigt (Zero-Mode), auf der linken Seite wird die gewählte Verschlusszeit angezeigt sowie LT für Long-Time, wenn eine Belichtung von mehr als 1 Sekunde erforderlich ist, respektive die Aufnahme unterbelichtet würde. Außerdem wird der gewählte Modus angezeigt: A für AV oder S für Spot. Die Warnleuchten der Kamera (Schnellspannhebel nicht betätigt, nicht entfernter Schieber in Filmmagazin, Batteriewarnung) werden weiterhin unten im Sucherfeld angezeigt. Der Prismensucher bezieht den Strom von der Batterie der Kamera, damit er funktioniert, muss das Zeitwählrad an der Kamera auf AEF eingestellt werden. Der Prismensucher wiegt rund 940gr.
Die Einstellscheibe besteht aus einer Mattscheibe mit Fresnel-Linse; andere Einstellscheiben sind optional erhältlich.

Animierte Drehung des Wechselmagazins

Das Wechselmagazin für die Aufnahme der Filme lässt sich um 90° drehen – damit ist ein Wechsel von Hoch- auf Querformat möglich, obwohl die Kamera auf einem Stativ steht. Das Mattscheibenbild passt sich der Position des Rückteils durch das Einschwenken von Masken in den Sucher an. Ein Wechsel des Magazins während einer Aufnahmesession ist problemlos durch die Trennung mittels Magazinschieber von der Kamera möglich. Dadurch ist das kombinierte Verwenden von Schwarzweiß-, Diapositiv- und Farbnegativfilm innerhalb einer Aufnahmesituation möglich.
Der Film wird mittels Schnellschalthebel transportiert. Dabei schaltet das Bildzählwerk weiter, der Spiegel klappt in die Grundstellung und der Verschluss wird gespannt.

Animierter Balgenauszug

Die Scharfeinstellung erfolgt mittels Balgenauszug, der mit doppelter Zahnstangenführung an seitlichen Einstellknöpfen bewegt wird. Die Position ist jederzeit arretierbar.
Für Mehrfachbelichtungen kann die Doppelbelichtungssperre durch das Umlegen des Schalter „M“ ausgesetzt werden. Zur Stromversorgung dient eine 6V-Batterie, wie z. B. PX28. Eine Spiegelvorauslösung für vibrationsfreies Arbeiten ist möglich.

## Maße
- 104 × 133,5 × 211,5 mm (B × H × T mit dem Objektiv1:2,8/110mm)
- Gewicht: 2400 g mit 110er-Objektiv

## Objektive
- Sekor Z 37 mm F 4,5 – Fisheye
- Sekor Z 50 mm 1:4,5 – Weitwinkel
- Sekor Z 65 mm 1:4,5
- Seiko Mamiya M 75 mm 1:3,5
- Sekor Z 90 mm 1:3,5
- Sekor Z 110mm 1:2.8
- Sekor Z 127 mm 1:3,8
- Sekor Z 180 mm 1:4,5